# Seeschlacht bei Negapatam (1782)
Pondicherry – Sadras – Providien – Negapatam – Trincomalee – Cuddalore I – Cuddalore II
Die Seeschlacht bei Negapatam (englisch: Battle of Negapatam, französisch: Bataille de Negapatam) war die dritte von fünf weitgehend unentschiedenen Seeschlachten zwischen einer britischen Flotte unter Admiral Sir Edward Hughes und einer französischen Flotte unter Admiral Pierre André de Suffren vor der Ostküste Indiens während der Auseinandersetzungen zwischen Großbritannien und Frankreich im Rahmen des Amerikanischen Unabhängigkeitskrieges, in diesem Fall auch als Anglo-Französischer Krieg bezeichnet. Die Schlacht wurde am 6. Juli 1782 bei Nagapattinam im Golf von Bengalen ausgetragen. Obwohl die Schlacht unentschieden ausging, wurde Suffren von Hughes von seinem Vorhaben Negapatam einzunehmen abgehalten und zog sich nach Cuddalore zurück, während die Briten die Kontrolle über den Hafen behielten.

## Hintergrund
Frankreich war 1778 in den Amerikanischen Revolutionskrieg eingetreten, und Großbritannien hatte der Niederländischen Republik Ende 1780 den Krieg erklärt, nachdem sich die Niederländer geweigert hatten, den Handel mit den Franzosen und Amerikanern einzustellen. Die Briten hatten rasch die Kontrolle über die meisten französischen und holländischen Außenposten in Indien erlangt, was darüber hinaus auch den Zweiten Mysore-Krieg auslöste. Negapatam wurde im November 1781 von Hector Munro belagert und eingenommen.
Als Reaktion auf das britische Vorgehen wurde der französische Admiral Suffren zur militärischen Unterstützung der noch verbliebenen französischen Kolonien in Indien entsandt. Er traf im Februar 1782 ein und kämpfte zunächst gegen die britische Flotte von Edward Hughes in der ergebnislosen Schlacht bei Sadras. Nachdem beide Flotten einige Zeit für Versorgung und Reparaturen im Hafen verbracht hatten, trafen sie im April in der Schlacht von Providien. südlich des ceylonesischen Hafens Trincomalee erneut aufeinander, die durch einen Sturm und die einbrechende Nacht beendet wurde. Hughes lief in der Folge in Trincomalee, einem ehemals holländischen Hafen, den die Briten im Januar erobert hatten, zu Reparaturzwecken ein, während Suffren den von den Holländern kontrollierten Hafen von Batticaloa ansteuerte.
Während er sich in Batticaloa aufhielt, erhielt Suffren Nachrichten von der Île de France (heute Mauritius), in denen ihm befohlen wurde, dorthin zurückzukehren, um weitere französische Truppen nach Indien zu eskortieren. Er entschied sich dagegen und begründete dies mit der Parität zwischen den beiden Flotten und der Notwendigkeit, die französischen Truppen, die sich bereits vor Ort in Indien befanden, gegen die Bewegungen der britischen Flotte zu verteidigen.
Die Franzosen hatten am 6. Mai Cuddalore mit etwa 2.000 Mann unter dem Kommando des Comte du Chemin eingenommen. Haidar Ali, der Herrscher von Mysore, wollte ursprünglich, dass die Franzosen den strategisch wichtigeren Hafen von Negapatam einnehmen. In der Folge schlossen sich die Franzosen Haiders Armee von 60.000 Mann an, um die Briten in Vandavasi zu belagern. Als die Briten eine 12.000 Mann starke Entsatztruppe nach Vandavasi schickten, um die Belagerung aufzuheben, weigerte sich du Chemin gegen den Willen Haiders, sich auf eine Schlacht einzulassen, die die französisch-mysoreische Armee wahrscheinlich gewonnen hätte. Dies hätte die britische Militärpräsenz in Indien erheblich reduziert. Infolgedessen hob Haider die Belagerung auf und zog sich in die Nähe von Pondicherry zurück.
Haider Ali wusste von Suffrens Vorgehen in den ersten beiden Schlachten gegen Hughes und sandte ihm eine Nachricht, um ein Treffen zu vereinbaren. Suffren war in der Zwischenzeit von Batticaloa aus aufgebrochen, um das zu tun, was du Chemin nicht hatte tun wollen: Negapatam einnehmen. Am 20. Juni machte er in Cuddalore Halt, um weitere Truppen und Nachschub für den Angriff aufzunehmen, den er als Überraschungsangriff geplant hatte. Als er auslaufen wollte, erfuhr er jedoch, dass Hughes offenbar ebenfalls auf dem Weg nach Negapatam die Stadt bereits passiert hatte. Da seine Flotte durch Prisen und weitere Verstärkungen von der Île de France gewachsen war, sie bestand nun aus zwölf Linienschiffen und vier Fregatten, nahm Suffren die Verfolgung auf und holte Hughes, der vor Negapatam geankert hatte, am 5. Juli ein.

## Die Schlacht
Suffren war gerade dabei, seine Kiellinie gegen 15:00 Uhr zu bilden, als ein Sturm den Groß- und Besanmast der Ajax unter Bouvet-Précourt zum Einsturz brachte und sie zwang, seine Linie zu verlassen. Als sich der Sturm beruhigte, stand der Wind zu Gunsten von Hughes und er verließ seinem Ankerplatz im Hafen von Negapatam. Die beiden Flotten verbrachten die Nacht vor Anker, zwei Kanonenschussweiten voneinander entfernt.
Am nächsten Morgen war Suffren außer sich, als sie erfuhr, dass an der Ajax keine Reparaturen vorgenommen worden waren und dass ihr Kapitän sich zurückziehen wollte. Da die Schlacht unmittelbar bevorstand, lehnte Suffren dies ab. Dann befahl er seinen Schiffen, die britische Linie durch einen Nahkampf anzugreifen. Als Suffrens Flotte angriff, blieb die Ajax zurück und beteiligte sich nicht am Geschehen. Am 6. Juli um 9:30 Uhr eröffneten die Flotten das Feuer aufeinander, zunächst aus großer Entfernung. Die Flamand kämpfte gegen die Hero und die Exeter, Annibal gegen Isis, Sévère gegen Burford und Brillant gegen Sultan, während die beiden Flaggschiffe Héros und Superb miteinander kämpften. Der drei hinteren Schiffe der britischen Linie fuhren etwas versetzt und damit weiter vom Gegner entfernt und waren so nicht in der Lage, die französischen Einheiten direkt zu beschießen, was die Auseinandersetzungen zwischen den Schiffen am Ende der Linie minimierte. Flamand erlitt erheblichen Schaden, beschädigte allerdings im Gegenzug auch seinen Gegner schwer. Brillant begann unter dem Feuer von Sultan zu leiden, aber Suffren gelang es, sich von Héros zu lösen, um ihr zu Hilfe zu kommen.
Der Kampf ging energisch weiter, bis gegen 13:00 Uhr der Wind plötzlich drehte und nun frontal auf die beiden parallelen Schiffslinien traf. In der Folge drehten einige Schiffe nach Steuerbord und andere nach Backbord ab. Die Mehrheit wandte sich von dem Gefecht ab, aber sechs Schiffe, vier britische und zwei französische, wandten sich einander zu. Die vier britischen Schiffe waren das vierte, fünfte, achte und zehnte in der Schlachtlinie, Burford, Sultan, Worcester und Eagle. Die beiden französischen Schiffe waren Sévère (Dritter in der Schlachtlinie) und im hinteren Teil der Linie Brillant, die zu diesem Zeitpunkt bereits schwer getroffen war. Sévère wurde von Sultan und „zwei anderen Schiffen“ angegriffen und entkam durch die Ankunft von Suffren in seinem Flaggschiff, indem sie alle Segel setzte und nach Steuerbord fiel, während die Brillant von Worcester und Eagle beschossen aber ebenfalls durch die Annäherung von Suffrens Schiff befreit werden konnte. Auf der Brillant waren trotzdem mehr als ein Drittel ihrer Besatzung tot oder verwundet.

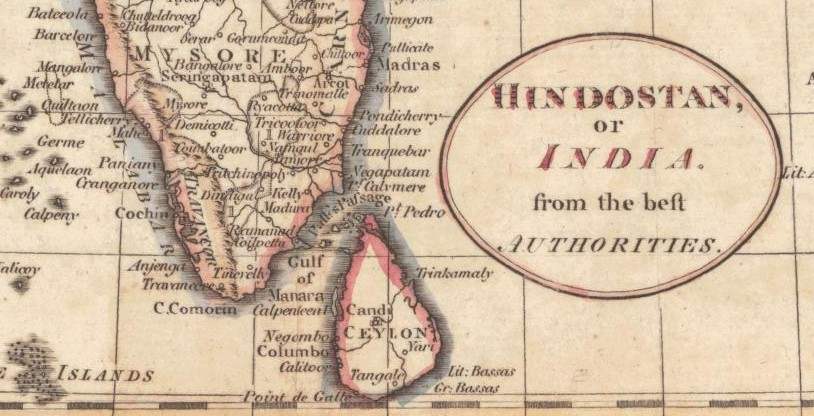
Karte von Südindien und Sri Lanka, 1794. Batticaloa liegt nördlich des südöstlichen Punkts von Sri Lanka.
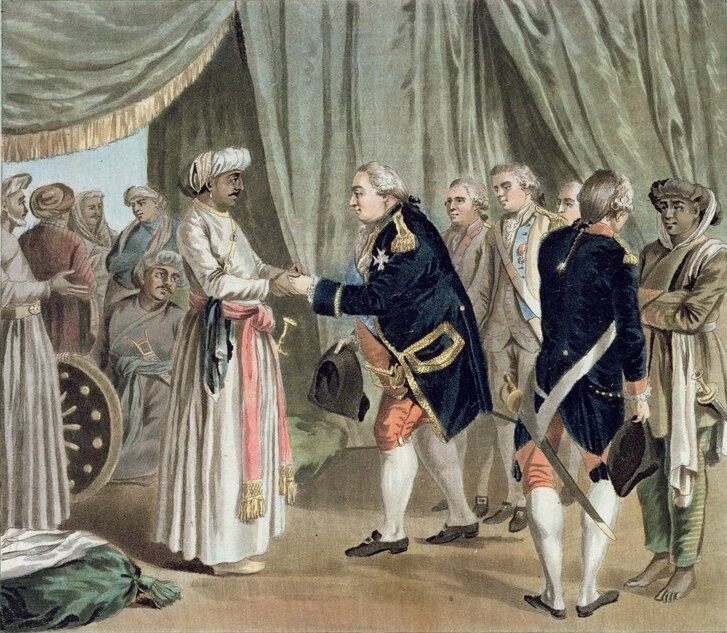
Suffren bei einem Treffen mit Haidar Ali, 1782. Stich von J.B. Morret, 1789.

Hughes versuchte bis gegen 14:00 Uhr, seine Linie neu zu formieren, aber keines der Gesachwader war in der Lage, ihre Kampfpositionen wieder einzunehmen. Hughes brach daraufhin die bereits befohlene Verfolgung ab. Suffren beschloss ebenfalls, sich windabwärts nach Norden in Richtung Cuddalore zurückzuziehen. Ein britischer Beobachter bemerkte, dass „unsere Flotte völlig unfähig war, sie zu verhindern oder zu verfolgen.“
Beide Geschwader standen nun am Ufer und ankerten gegen 18 Uhr, die Briten in der Nähe von Negapatam, die Franzosen etwa zehn Meilen nördlich.

## Nachwirkungen
Suffrens Bemühungen, nach Negapatam vorzudringen, wurden vereitelt – er entzog M. Bouvet, dem Kapitän der Ajax, sein Kommando und verhaftete drei weitere wegen verschiedener Verstöße in dieser und den beiden vorherigen Schlachten. Einer der Festgenommenen, M. de Cillart, Kommandeur der Sévère, wollte während eines Gefechts nach einer Sturmböe seine Fahnen streichen, was aber seine Untergebenen verhinderten. Anschließend segelte Suffren erneut nach Cuddalore, um Reparaturen durchzuführen. Hughes verbrachte die nächsten zwei Wochen auf See und kehrte erst am 20. Juli zu Reparaturen nach Madras zurück. Negapatam blieb bis Kriegsende in britischer Hand. Im Vertrag von Paris (1783) musste die niederländische Republik Negapatam schließlich an Großbritannien abtreten.

## Schlachtordnung

### Frankreich
| Flotte von Pierre André de Suffren | Flotte von Pierre André de Suffren | Flotte von Pierre André de Suffren                   | Flotte von Pierre André de Suffren | Flotte von Pierre André de Suffren | Flotte von Pierre André de Suffren | Flotte von Pierre André de Suffren                                                              |
| Schiff                             | Kanonen                            | Kommandant                                           | Verluste                           | Verluste                           | Verluste                           | Anmerkungen                                                                                     |
| Schiff                             | Kanonen                            | Kommandant                                           | getötet                            | verwundet                          | Insgesamt                          | Anmerkungen                                                                                     |
| ---------------------------------- | ---------------------------------- | ---------------------------------------------------- | ---------------------------------- | ---------------------------------- | ---------------------------------- | ----------------------------------------------------------------------------------------------- |
| Flamand                            | 56                                 | Louis-Hyacinte de Cavelier de Cuverville             | 13                                 | 56                                 | 69                                 |                                                                                                 |
| Annibal                            | 74                                 | Bernard-Marie Boudin de Tromelin                     | 28                                 | 80                                 | 108                                |                                                                                                 |
| Sévère                             | 64                                 | Étienne-François de Cillart de Villeneuve            |                                    |                                    |                                    |                                                                                                 |
| Brillant                           | 64                                 | Armand de Saint-Félix                                |                                    |                                    |                                    |                                                                                                 |
| Héros                              | 74                                 | Félix d'Hesmivy de Moissac                           | 25                                 | 72                                 | 97                                 | Flaggschiff von Pierre André de Suffren                                                         |
| Sphinx                             | 64                                 | Charles Louis du Chilleau de La Roche                | 19                                 | 85                                 | 104                                | Chilleau und drei weitere Offiziere wurden verwundet                                            |
| Petit Annibal                      | 50                                 | Justin Bonaventure Morard de Galles                  |                                    |                                    |                                    |                                                                                                 |
| Artésien                           | 64                                 | François-Joseph-Hippolyte Bidé de Maurville          |                                    |                                    |                                    |                                                                                                 |
| Vengeur                            | 64                                 | Charles Gaspard Hyacinthe de Forbin La Barben        | 4                                  | 44                                 | 48                                 |                                                                                                 |
| Bizarre                            | 64                                 | Anne René Augustin de Roscanvec de La Landelle       |                                    |                                    |                                    |                                                                                                 |
| Orient                             | 74                                 | Jean Baptiste Christy de La Pallière                 |                                    |                                    | 100                                |                                                                                                 |
| Ajax                               | 64                                 | René Joseph Bouvet de Précourt                       | 4                                  | 11                                 | 15                                 | verlor einen Mast durch Sturm unmittelbar vor dem Gefecht, war am Gefecht damit nicht beteiligt |
| Leichte Einheiten                  |                                    |                                                      |                                    |                                    |                                    |                                                                                                 |
| Diligent                           | 10                                 | Macé                                                 |                                    |                                    |                                    | Korvette                                                                                        |
| Fine                               | 32                                 | Éléonor Jacques Marie Stanislas de Perier de Salvert |                                    |                                    |                                    | Fregatte                                                                                        |
| Subtile                            | 24                                 | Jean-Marie Huon de Kermadec                          |                                    |                                    |                                    | Korvette                                                                                        |
| Pulvérisateur                      | 6–12                               | Louis Thomas Villaret de Joyeuse                     |                                    |                                    |                                    | Brander                                                                                         |

### Großbritannien
| Flotte von Edward Hughes | Flotte von Edward Hughes | Flotte von Edward Hughes | Flotte von Edward Hughes | Flotte von Edward Hughes | Flotte von Edward Hughes | Flotte von Edward Hughes                   |
| Schiff                   | Kanonen                  | Kommandant               | Verluste                 | Verluste                 | Verluste                 | Anmerkungen                                |
| Schiff                   | Kanonen                  | Kommandant               | getötet                  | verwundet                | Insgesamt                | Anmerkungen                                |
| ------------------------ | ------------------------ | ------------------------ | ------------------------ | ------------------------ | ------------------------ | ------------------------------------------ |
| Hero                     | 74                       | Hawker                   |                          |                          |                          |                                            |
| Exeter                   | 64                       | Richard King             |                          |                          |                          |                                            |
| Isis                     | 50                       | Thomas Charles Lumley    |                          |                          |                          | [ A 1 ]                                    |
| Burford                  | 68                       | Peter Rainier            |                          |                          |                          |                                            |
| Sultan                   | 74                       | James Watt               |                          |                          |                          |                                            |
| Superb                   | 74                       | William Stevens          | 59                       | 96                       | 155                      | Flaggschiff von Vice-Admiral Edward Hughes |
| Monarca                  | 68                       | John Gell                |                          |                          |                          |                                            |
| Worcester                | 64                       | Wood                     |                          |                          |                          |                                            |
| Monmouth                 | 64                       | James Alms               | 45                       | 102                      | 147                      |                                            |
| Eagle                    | 64                       | Ambrose Reddall          |                          |                          |                          |                                            |
| Magnanime                | 64                       | Charles Wolseley         |                          |                          |                          |                                            |
| Seahorse                 | 24                       | Robert Montagu           | 0                        | 0                        | 0                        | Fregatte                                   |